# Лавжи
Лавжи (Ловже, бел. Лаўжы, пол. Ławże, Łowże) — бывший населённый пункт на территории Крейванцевского сельсовета Ошмянского района Гродненской области Белоруссии, у границы с Польшей, западнее села Юсялишки. В местечке насчитывалось 6 дворов, в ночь с 23 на 24 февраля 1945 года оно стало местом боя отряда прекратившей существование польской Армии Крайовой под командованием Влодзимежа Микутя и окружившего его подразделения НКВД СССР, в результате которого были ликвидированы 53 бойца Армии Крайовой, был уничтожен населённый пункт Лавжи и населявшие его мирные жители.

## Предыстория
В феврале 1945 года в местечке Лавжи квартировал вооружённый «отряд самообороны» польской Армии Крайовой, которым командовал 18-летний Влодзимеж Микуть (Włodzimierz Mikuć), — по разным данным, от 53 до 80 человек. В изданном в 1944 году Общем приказе № 3 Главнокомандование подпольных «Национальных вооруженных сил» (польское сокращение «NSZ») объявило советские войска на территории Польши — вражескими, и поставило задачу формированиям Армии Крайовой оказывать им вооружённое сопротивление, оказавшись в их тылу после освобождения от немецкой оккупации. Однако после операции «Острая брама» Армия Крайова была распущена и большей частью разоружена, но некоторые её подразделения не сложили оружие и ушли в леса, чтобы на «кресах всходних» бороться против советской оккупации за польскость на территориях западной Беларуси, фактически став противниками Красной армии.

## Отряд Микутя
4-й отряд самообороны Вилейской земли возглавлял Влодзимеж Микуть (Владимир Витольдович Микуть), вступивший в Армию Крайову в январе 1944 года в местечке Буйвидзы Виленского уезда. После освобождения Литвы Красной армией Микуть был отпущен домой, однако в августе 1944 года ему предложили вступить в подпольный отряд. Об этом Микуть рассказал на допросе 31 мая 1945 года.
«В конце августа 1944 года ко мне в имение Покрайчизна, Виленского уезда, где я в то время проживал, явился лейтенант польской армии по кличке „Мстислав“ (его фамилии я также не знаю) и, предъявив приказ штаба Виленского округа Армии Крайовой, привлек меня к участию в формировании вооруженного отряда АК. „Мстислав“ мне сообщил, что отряды Армии Крайовой вновь создаются на территории Виленской области и будут вести вооруженную борьбу против Красной армии с целью воссоздания Польши в границах 1939 года. „Мстислав“ добавил, что создаваемый нами отряд будет действовать по указаниям штаба Виленского округа Армии Крайовой, который в свою очередь имеет директивы польского лондонского „правительства“ о проведении подрывной работы в тылу Красной армии.
В течение сентября-октября 1944 года мы не только вовлекли в отряд около 70 человек бывших участников Армии Крайовой, проживавших в деревнях Подбродской волости Виленского уезда, но и собрали хранившееся у них оружие: 8 пулеметов, 20 автоматов, несколько десятков винтовок, пистолетов и гранат. После сформирования отряда я был назначен командиром отделения и мне был присвоен чин капрала. Учитывая, что руководство Армии Крайовой предлагало нам действовать под кличками, я тогда же присвоил себе псевдоним „Бись“. В дальнейшем всю подрывную работу в тылу Красной армии мы проводили по указаниям штаба Виленского округа АК, которые получали через прибывавших связников».
Микуть показал, что его отряду ставилась задача вести пропаганду среди местного населения в пользу Польского правительства в изгнании и распространять «подпольную газету Виленского округа АК „Неподлеглость“, которая призывала к борьбе с Красной армией». Отряд готовили к вооруженному восстанию, планировавшемуся на весну 1945 года в тылу Красной армии, а также приказывали совершать диверсионные акты, уничтожать советских активистов. При этом следовало «действуя без шума, уничтожать небольшие группы бойцов Красной армии и забирать у них оружие и одежду. Командиры предупреждались, что они несут ответственность за „неаккуратное“ проведение таких налётов, могущее „скомпрометировать“ Армию Крайову».
27 сентября 1944 года отряд напал на небольшое подразделение Красной армии в деревне Скайсташиле Подбродской волости Литовской ССР.
В течение января-февраля 1945 года по приказу штаба Виленского округа АК 4-й отряд самообороны совершил несколько диверсий, нарушая связь на железной и шоссейной дорогах Вильно-Рига, проводил вооруженные налеты на партийно-советский актив и военнослужащих Красной армии. 4 февраля 1945 года в деревне Раубишки Виленского уезда он под командованием капитана по кличке «Груб» напал на подразделение красноармейцев, в котором погибло 10 советских бойцов. В более чем трехчасовом бою отряд также понес потери, лишившись своего командира, после чего командование принял Микуть и увел отряд в район местечка Тургель Виленского уезда. По пути аковцы захватили в деревне Заельняк двух местных представителей Советской власти, которые были переданы отряду под командованием офицера по кличке «Комар» и после пыток были расстреляны вблизи деревни Околица.
15 февраля 1945 года отряды «Комара» и Микутя по наводке местного жителя, сочувствовавшего Армии Крайовой, совершили вооруженный налёт на деревню Лесная, в 5 км от местечка Тургель, захватив в ней 7 бойцов НКВД, которых после издевательств и избиений раздели догола, связали, поставили к стенке одного из домов и расстреляли.

## Ликвидация отряда
В ночь с 23 на 24 февраля 1945 года отряд Микутя был окружён в местечке Лавжи, которое в результате длившегося несколько часов боя было сожжено. Вместе с 53 бойцами Армии Крайовой погибли почти все жители местечка. Выжила одна семья — Дзедулевичи. Самому Влодзимежу Микутю удалось спастись, позже он был арестован, как и 16 других его подчиненных, согласно отчёту наркома внутренних дел Белорусской ССР Сергея Бельченко о борьбе с антикоммунистическим подпольем. Влодзимеж Микуть был осужден на 8 лет лагерей, остальные получили сроки от 10 до 20 лет лагерей. После освобождения командир отряда охотно давал интервью.
В 1996 году на месте Лавжи поляками были установлены мемориальная часовня с табличкой на польском языке и памятный знак на белорусском языке.

## Современные публикации
В год 75-летия Победы в прессе появилась многократно перепечатанная статья Ольги Комягиной, как «75 лет назад войска НКВД сожгли маленькие Лавжи на окраине Беларуси», в которой действия остатков Армии Крайовой в тылу Красной армии были представлены как «вооруженная борьба против советской власти», а уничтожение отряда Микутя в бою было названо «резней». На эту публикацию ответили[значимость факта?] историк Владимир Егорычев, ряд белорусских публицистов, указавших на нестыковки в публикации Комягиной.